# エイント・ノー・アザー・マン
「エイント・ノー・アザー・マン」(Ain't No Other Man)は、アメリカ合衆国のシンガーソングライターのクリスティーナ・アギレラの楽曲。

## 概要
この曲は、5枚目のスタジオ・アルバム『バック・トゥ・ベーシックス』から最初のシングルとして発売された。
ミュージック・ビデオはブライアン・バーバーが監督を務めた。ビデオの中でアギレラはベイビー・ジェーンというオルター・エゴを演じている。
第49回グラミー賞で最優秀女性ポップ・ボーカル・パフォーマンス賞を受賞した。

## 収録曲
CDシングル
1. Ain't No Other Man - 3:48
2. Ain't No Other Man (Instrumental) - 3:48